# Арибо II
Арибо II (нем. Aribo II.; ок. 1024 — 18 марта 1102) — пфальцграф Баварии в 1041—1055 годах, граф в Нижнем Зальцбурггау из рода Арибонидов.
Старший сын пфальцграфа Хартвига II и его жены Фридерун.
Когда умер отец в 1027 году, Арибо II был ещё младенцем, и поэтому смог вступить в управление его землями только в 1141 году. Имел владения в Штирии, Зальцбурггау, в Фрейзингской епархии, в области Регенсбурга и в Нордгау.
В 1053 году Арибо присоединился к восстанию герцогов Конрада Баварского и Вельфа Каринтийского против императора Генриха III. Он был обвинён в государственной измене, в 1055 году смещён с должности пфальцграфа и лишился большей части своих владений.

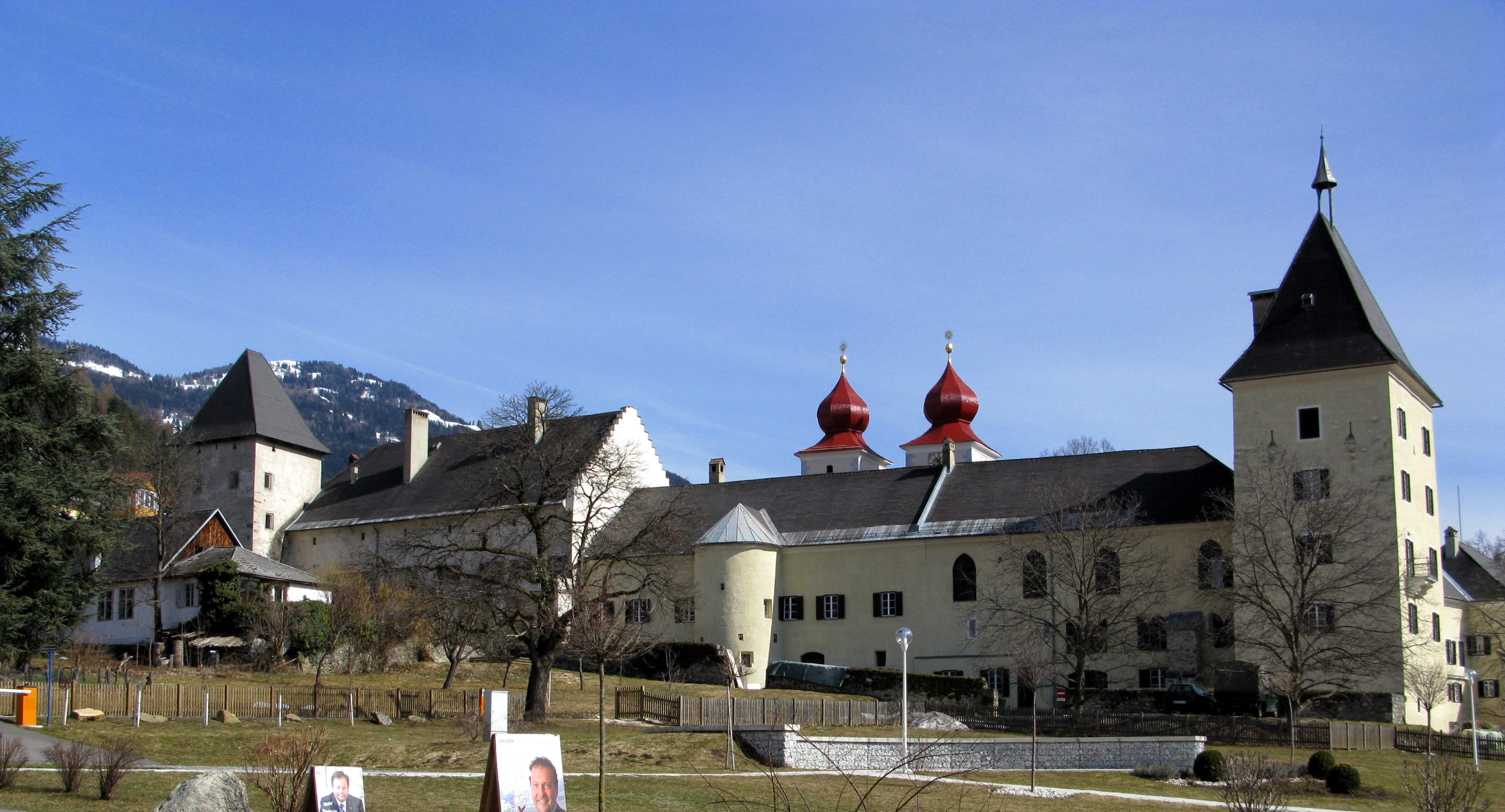
Монастырь Мильштатт

В 1070 году Арибо II и его брат Бото фон Поттенштайн основали монастырь Мильштатт в Каринтии.
Жена — Лиуткарда. Её происхождение не выяснено, по одной из версий — вдова Энгельберта IV (ум. 1040), графа в Пустертале. Дети:
- Хартвиг, умер молодым
- Арибо III (ум. 18 марта 1102), граф фон Хайгермоос